# Phylliidae
Phylliidae é uma família de insetos da ordem Phasmatodea.